# 알나흐다 클럽 (오만)
알나흐다 클럽(아랍어: نادي النهضة)는 오만 부라이미 주를 연고로 하는 축구 클럽이다. 이 팀은 2003년에 창단되었으며, 현재 오만 리그에 참가하고 있다.

## 선수 명단

### 현역
참고: FIFA 자격 규정에 따라 소속된 국가대표팀 국기를 표시합니다. 선수는 복수의 FIFA 비회원국 국적을 가지고 있을 수 있습니다.
| 번호 | 포지션 | 국적 | 이름        |
| ---- | ------ | ---- | ----------- |
| 23   | MF     | 오만 | 하립 알사디 |

| 번호 | 포지션 | 국적 | 이름 |
| ---- | ------ | ---- | ---- |